# Franky De Gendt
Franky De Gendt (* 27. Juni 1952 in Temse) ist ein ehemaliger ein belgischer Radrennfahrer.

## Sportliche Laufbahn
De Gendt war im Straßenradsport aktiv. Als Amateur gewann er 1975 den Kattekoers und Etappen in der Tour de Namur sowie in der Tour de la province de Liège. Ab September 1975 startete er als Berufsfahrer im Radsportteam IJsboerke und blieb bis 1983 als Radprofi aktiv. 1977 gewann er das Einzelzeitfahren in der Luxemburg-Rundfahrt und 1978 eine Etappe der Tour of Britain. 1976 wurde er Zweiter hinter Frans Verhaegen bei Kuurne–Brüssel–Kuurne. 1980 siegte er im Etappenrennen Étoile de Bessèges vor Jean-Louis Gauthier und holte einen Tageserfolg in dem Rennen. 1982 gewann er das Rennen Fayt-le-Franc.
Die Tour de France fuhr er zweimal. 1981 kam er auf den 89. Rang, 1987 schied er aus. Die Vuelta a España 1983 beendete er nicht.